# Northumberland (1780)
Northumberland — 74-пушечный французский линейный корабль, получил название в честь HMS Northumberland, захваченного в 1744 году у острова Уэссан. Впоследствии британский корабль 3 ранга HMS Northumberland. Четвертый британский корабль, названный HMS Northumberland.

## Постройка
Заказан 22 июня 1744 года. Спущен на воду 3 мая 1780 года. Традиционно был заметно больше британских 74-пушечных. 

## Служба
Во время Американской войны за независимость был при островах Всех Святых (капитан Сен-Сезэр, фр. Saint Cézaire). В той кампании взял британский шлюп HMS Allegiance (14).
Во время Французских революционных войн (капитан Франсуа-Пьер Этьен, фр. François-Pierre Étienne) сражался и был захвачен британцами при Первом июня. Взят в Королевский флот как HMS Northumberland, демонстрировался публике среди призов, но в море не служил. В декабре 1795 года разобран.